# Tudatos jelenlét alapú stresszcsökkentő terápia
A tudatos jelenlét alapú stresszcsökkentő, vagy stresszkezelő terápia (angolul: mindfulness-based stress reduction, MBSR) egy sztenderdizált csoportterápiás eljárás, amit Jon Kabat-Zinn fejlesztett ki az 1970-es években. A tréning során a résztvevők megtanulják, hogy a helyzeteket, gondolatokat, érzéseket hogyan tudják ítélkezéstől mentesen, válaszreakció nélkül, elfogadással szemlélni. A terápia magját a tudatos jelenléten alapuló meditáció, a testtudatosság és a jóga egyes elemei képzik. Az MBSR minden kulturális, vallási vagy ideológiai eszmétől független – azonban gyökerei a buddhizmusig nyúlnak vissza.

## Története
Dr. Jon Kabat-Zinn 1979-ben alkotta meg a tudatos jelenlét alapú stresszcsökkentő terápiát, integrálva a buddhista meditáció elemeit a klinikumból és a pszichológia területéről vett módszerekkel. Az MBSR fő eleme a tudatos jelenlét, amely a buddhizmusból eredeztethető. Noha eredetileg krónikus fájdalommal küzdő betegek számára lett kifejlesztve, az elmúlt évtizedek során több testi és mentális probléma kezelésében is hatásosnak bizonyult, emellett ma már iskolákban, börtönökben, egészségügyi intézményekben is egyaránt használják. Egyes vizsgálatok eredményei szerint a tréning hatékonyan csökkenti a stresszt, a enyhíti a depresszív és szorongásos tüneteket és úgy általánosságban javítja a terápián részt vevők életminőségét.

## A tréningről
A tudatos jelenlét alapú stresszcsökkentő tréning csoportos formában zajlik, általában 8 hétig tart, a módszer alapvető célja pedig az, hogy változást idézzenek elő abban, ahogy a személy a stresszkeltő gondolatokhoz, eseményekhez viszonyul. Minden foglalkozás specifikus gyakorlatokra és témakörökre épül, amit a tudatos jelenlét szemszögéből járnak körbe. A MBSR tréningek során törekednek bizonyos attitűdök kialakítására, mint például a türelemre, a nyitottságra, a bizalomra, a teljesítményre való törekvés elengedésére, az elfogadásra, illetve az ítélkezésmentességre. A módszer hatékonysága nagyban függ a rendszeres és ismételt gyakorlástól, a tréning mellett bevett szokás, hogy a résztvevők a csoportfoglalkozásokon kívül is gyakorolnak, naponta legalább 45 percet (a "házi feladatok" főképp arra épülnek, hogyan tudják a kliensek a hétköznapi helyzetekben is alkalmazni a tudatos jelenlét módszerét).
Az MBSR három fő technikán alapul:
- A testi érzetek megfigyelése – ide tartozik a figyelem irányítása a test egyik pontjáról a másikra, és a közben felbukkanó érzésekre, gondolatokra, érzetekre való fókuszálás.
- Ülő meditáció – a légzés vagy a hasfal mozgására irányított figyelem, és az ezalatt rajtunk átáramló gondolatok, érzetek mindenféle ítélkezéstől mentes elfogadása.
- Hatha-jóga gyakorlatok – Légzőgyakorlatokat, nyújtásokat, illetve különböző, a vázizomrendszert erősítő, illetve ellazító jógapózokat foglal magában.

## A tréning hatékonysága
A tudatos jelenlét alapú stresszcsökkentő tréning hatékonyságát az egészséges populáció mellett számos egészségügyi problémával kapcsolatban tesztelték a szakemberek – a közelmúltban a módszer vizsgálata igen népszerű lett a kutatók körében, 2003 és 2014 között több, mint 150 publikáció született a témával kapcsolatban, - például ADHD-s, krónikus fájdalommal, szerhasználattal, szorongásos zavarokkal, illetve PTSD-vel küzdők esetében, emellett több kutatás fókuszált a rákbetegek bizonyos problémáinak a MBSR által történő csökkentésére.
A rákbetegekkel kapcsolatos kutatások eredményei azt mutatják, hogy a program pozitív hatással van a páciensek alvásának minőségére, a fellépő hangulatingadozásokra, illetve a fáradékonyságra is. Egy kutatás során megfigyelhető volt az is, hogy a programban részt vevők pozitív attitűdöt alakítottak ki magukban a betegségükkel kapcsolatban, és a rákot egy olyan tényezővé vált az értelmezésükben, ami segíti őket abban, hogy elkezdjenek máshogy viszonyulni saját magukhoz és a környezetükhöz. A tréning sikerességéhez hozzájárulhatott az, hogy a résztvevők tudatosabbak voltak gondolataikat, érzéseiket illetően, jobban megértették azokat, ami pedig csökkentette bennük a bizonytalanság érzését.
Az éntudatosság érzésének növekedése pedig összefüggésben áll az önszabályozás javulásával is, a MBSR tréning során a betegek az elsajátított módszereket megtanulták arra használni, hogy saját maguk kontrollálják érzelmeiket, csökkentsék a fellépő stresszt és hogy javítsanak életminőségükön. Emellett a foglalkozások abban is segítették a pácienseket, hogy nem érezték magukat egyedül a betegségükkel, ez pedig szintén közrejátszhatott a stressz csökkentésében, illetve a hangulatingadozások enyhítésében.